# قانون ترخيص إدارة الطيران والفضاء الوطني لعام 2014
قانون ترخيص إدارة الطيران والفضاء الوطنية لعام 2014 (HR 4412) هو مشروع قانون يسمح بتخصيص 17.6 مليار دولار في السنة المالية 2014 للإدارة الوطنية للملاحة الجوية والفضاء (ناسا). سوف تستخدم ناسا التمويل لاستكشاف البشر للفضاء، ونظام الإقلاع للفضاء، ومركبة الطاقم متعددة الأغراض أوريون، وبرنامج الطاقم التجاري، ومحطة الفضاء الدولية (ISS)، والعديد من المشاريع التكنولوجية والتعليمية. 
تم تقديم مشروع القانون وإقراره في مجلس النواب الأمريكي خلال كونغرس الولايات المتحدة الـ 113.

## خلفية

شعار ناسا

ناسا هي وكالة تابعة ل حكومة الولايات المتحدة هي المسؤولة عن برنامج الفضاء للمدنيين وبحوث الطيران والفضاء.
أنشأ الرئيس دوايت آيزنهاور الإدارة الوطنية للملاحة الجوية والفضاء (ناسا) في عام 1958 ذات توجه مدني واضح (وليس عسكري) تشجع التطبيقات السلمية في علوم الفضاء. أصبحت الوكالة الجديدة عاملة في 1 أكتوبر 1958. منذ ذلك الوقت، قادت ناسا معظم جهود استكشاف الفضاء في الولايات المتحدة، بما في ذلك مهمات أبولو للهبوط على سطح القمر ومحطة سكاي لاب الفضائية ثم مكوك الفضاء. تقوم ناسا حاليًا بدعم محطة الفضاء الدولية (ISS) وتشرف على تطوير مركبة أوريون متعددة الأغراض ونظام الإقلاع للفضاء ومركبات الطاقم التجارية. الوكالة مسؤولة أيضًا عن برنامج خدمات الإطلاق (LSP) الذي يوفر الإشراف على عمليات الإطلاق وإدارة العد التنازلي لإطلاق ناسا بدون طيار.
يركز علم ناسا على فهم أفضل للأرض من خلال نظام رصد الأرض، تطوير الفيزياء الشمسية من خلال جهود برنامج أبحاث الفيزياء الشمسية التابع لمديرية العلوم، استكشاف الهيئات في جميع أنحاء النظام الشمسي بمهام روبوتية متقدمة مثل نيو هورايزونز، والبحث في موضوعات الفيزياء الفلكية، مثل الانفجار العظيم، من خلال المراصد الكبرى والبرامج المرتبطة بها. تقوم ناسا بمشاركة البيانات مع مختلف المنظمات الوطنية والدولية مثل القمر الصناعي لرصد غازات الدفيئة.

## أحكام مشروع القانون
يعتمد هذا الملخص إلى حد كبير على الملخص المقدم من قبل خدمة أبحاث الكونجرس، وهو مصدر للملك العام.
سوف يجيز قانون ترخيص إدارة الطيران والفضاء الوطني لعام 2014 اعتمادات السنة المالية 2014 للإدارة الوطنية للملاحة الجوية والفضاء (ناسا).
سيجيز مشروع القانون البرامج والأنشطة والتقارير التي تتعلق بناسا، بما في ذلك تلك المتعلقة باستكشاف البشر للفضاء، ونظام إقلاع الفضاء، ومركبة أوريون، وبرنامج الطاقم التجاري، ومحطة الفضاء الدولية (ISS)، وبطاريات النظائر المشعة، استكشاف الكواكب خارج المجموعة الشمسية، تلسكوب جيمس ويب الفضائي، مرصد واسع المجال للمسح بالأشعة تحت الحمراء، الأجرام القريبة من الأرض، طقس الفضاء، مرصد مناخ الفضاء العميق، بيانات الاستشعار عن بعد للتصوير الأرضي، أبحاث الملاحة الجوية، العلوم، التكنولوجيا، الهندسة، وتعليم الرياضيات (STEM)، واحتياطي المشاريع والبرامج، وتخفيف الحطام المداري.
سيؤكد مشروع القانون من جديد أهمية الفريق الاستشاري لسلامة الفضاء الجوي.
سيوجه مشروع القانون مدير ناسا إلى استخدام محطة الفضاء الدولية والخدمات التجارية لمديرية بعثات العلوم ومهمات مظاهرة تكنولوجيا الفضاء في مدار أرضي منخفض، حيثما كان ذلك عمليًا وفعالًا من حيث التكلفة للقيام بذلك.
سيضع مشروع القانون برنامج تكنولوجيا الفضاء.
سيوجه مشروع القانون مدير البرنامج إلى: (1) الدخول في ترتيب مع الأكاديميات الوطنية لمراجعة الكلية الوطنية لمنحة الفضاء وبرنامج الزمالة، و (2) مراجعة ملحق ناسا للائحة الاقتناء الفيدرالية لمعالجة الكشف وتجنب الأجزاء الإلكترونية المزيفة.

### تفاصيل التمويل
- يُصرَّح بإنفاق 3 مليارات دولار على محطة الفضاء الدولية.[11]
- يُصرَّح بإنفاق 658 مليون دولار على تليسكوب جيمس ويب.[3]

## تقرير مكتب ميزانية الكونجرس
يعتمد هذا الملخص إلى حد كبير على الملخص الذي قدمه مكتب ميزانية الكونغرس، وفقًا لما طلبته لجنة مجلس النواب للعلوم والفضاء والتكنولوجيا في 29 أبريل 2014. هذا هو مصدر الملكية العامة. 
سيسمح HR 4412 بتخصيص حوالي 17.6 مليار دولار لعام 2014 لأنشطة الإدارة الوطنية للملاحة الجوية والفضاء (ناسا). ويبلغ المبلغ المخصص لناسا لعام 2014 حوالي 17.6 مليار دولار. لأغراض هذا التقدير، يفترض مكتب ميزانية الكونجرس (CBO) أنه لن يتم توفير اعتمادات إضافية لناسا للسنة المالية 2014، وبالتالي فإننا نقدر أنه لن تترتب أي تكاليف تقديرية إضافية من HR 4412.
يقدر البنك المركزي العماني أن تفعيل HR 4412 سيزيد من الإنفاق المباشر بإضافة حوالي 600 مليون دولار خلال الفترة 2015-2024 إلى نفقات بعض عقود ناسا. نظرًا لأن التشريع سيزيد من الإنفاق المباشر، يتم تطبيق إجراءات الدفع الفوري. لن يؤثر سن التشريع على العائدات.
لا يحتوي HR 4412 على ولايات حكومية دولية أو بالقطاع الخاص على النحو المحدد في قانون إصلاح الولايات غير الممولة.

## التاريخ الإجرائي
تم تقديم قانون ترخيص إدارة الطيران والفضاء الوطني لعام 2014 إلى مجلس النواب بالولايات المتحدة في 7 أبريل 2014 من قبل النائب. ستيفن ام. بالازو (صاد ، MS-4). أُحيلت إلى لجنة مجلس الولايات المتحدة الأمريكية للعلوم والفضاء والتكنولوجيا واللجنة الفرعية لمجلس علوم الولايات المتحدة المعنية بالفضاء. في 5 يونيو 2014، تم الإبلاغ عنه (المعدل) إلى جانب التقرير 113-470. صوت مجلس النواب في 9 يونيو 2014 في تصويت رول كول 272 لتمرير مشروع القانون 401-2. 

## الحوار والمناقشة
أيد النائب لامار سميث (R-TX)، رئيس لجنة العلوم والفضاء والتكنولوجيا في مجلس النواب، مشروع القانون، قائلًا إن «هذا القانون يوفر الأموال اللازمة لدفعنا إلى الكون وخارجه».
قال النائب ستيفن بالازو (R-MS)، الذي قدم مشروع القانون، «إن القيادة الأمريكية في الفضاء تعتمد على قدرتنا على وضع الناس والسياسة السليمة في مقدمة السياسة».
امتدحت النائبة إيدي بيرنيس جونسون (D-TX) الطبيعة الحزبية لمشروع القانون، بحجة أنه تم تحسينه بشكل كبير عن المسودات الحزبية السابقة من عام 2013.
تضمن مشروع القانون حكما يمنع ناسا من إنفاق أي أموال على مهمة إعادة توجيه الكويكب، وبدلاً من ذلك يطلب من ناسا أن تبلغ الكونغرس بالتكاليف المتوقعة والجدول الزمني لتلك المهمة.

## روابط خارجية
- مكتبة الكونغرس - توماس HR 4412
- beta.congress.gov HR 4412
- GovTrack.us HR 4412
- OpenCongress.org HR 4412
- WashingtonWatch.com HR 4412[وصلة مكسورة]
- تقرير مكتب ميزانية الكونجرس عن الموارد البشرية 4412